# 로라 니로

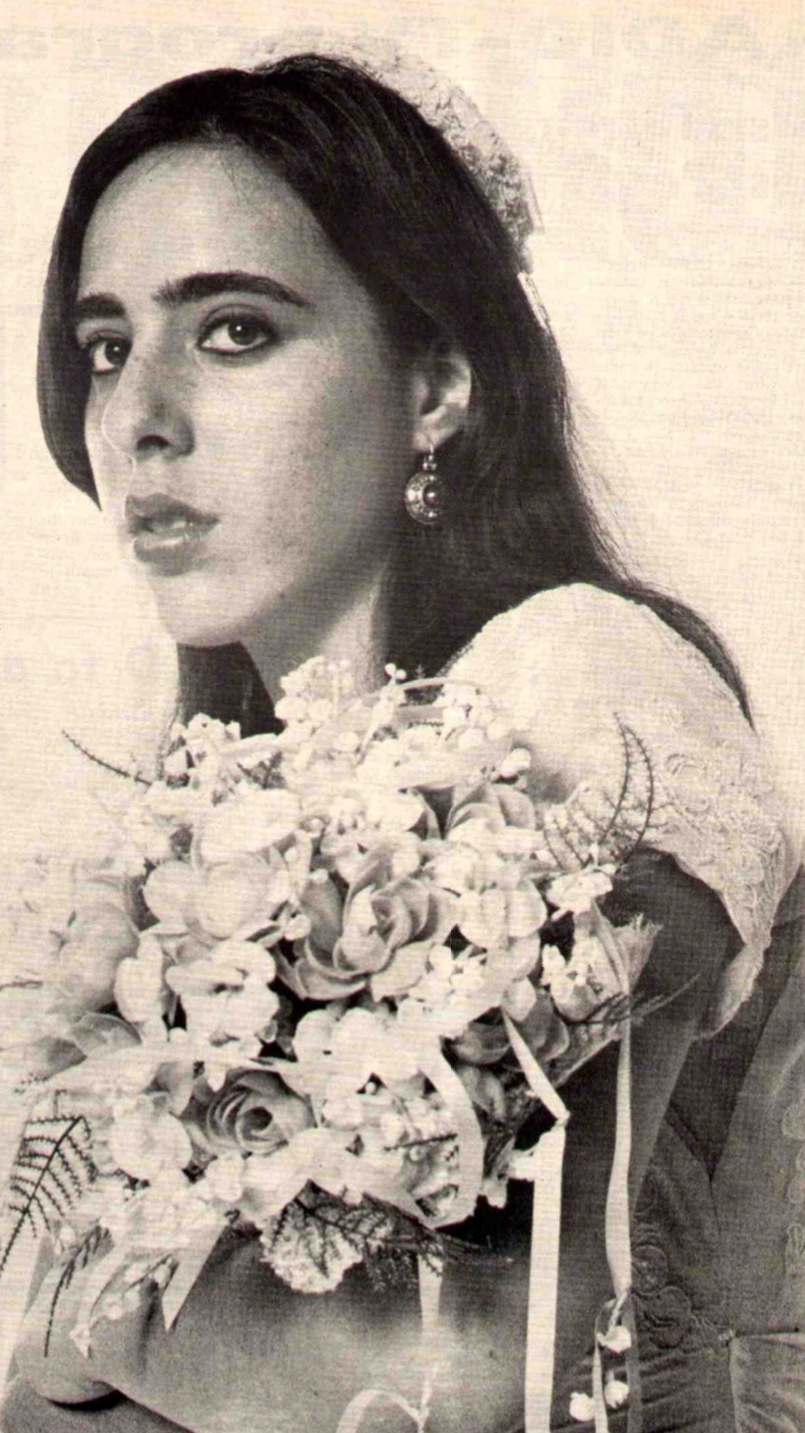
로라 니로

로라 니로(영어: Laura Nyro, 출생명 로라 니그로(영어: Laura Nigro), 1947년 10월 18일 ~ 1997년 4월 8일)는 미국의 작곡가이자 가수이다. 자신의 음반 《Eli and the Thirteenth Confession》(1968)과 《New York Tendaberry》(1969) 등으로 평단의 극찬을 받았으며, 그 외에도 바브라 스트라이샌드나 피프스 디멘션(The 5th Dimension) 등에게 준 곡으로 상업적인 성공을 하였다. 엘튼 존과 같이 동시대에 활동한 예술가들이 니로에게 찬사를 보내는 한편, 니로가 가진 예술성에 대한 인정이 널리 알려진 것은 사망한 후였다. 튼튼한 감정적 보컬 스타일과 3옥타브에 이르는 메조소프라노 음역으로 호평을 받았다.
1968년부터 1970년 사이 피프스 디멘션의 〈Blowing Away〉, 〈Wedding Bell Blues〉, 〈Stoned Soul Picnic〉, 〈Sweet Blindness〉, 〈Save the Country〉를, 블러드, 스웨트 & 티어스와 피터, 폴 앤 메리의 〈And When I Die〉를, 스리 도그 나이트와 메이너드 퍼거슨의 〈Eli's Comin'〉을, 바브라 스트라이샌드의 〈Stoney End〉, 〈Time and Love〉, 〈Hands off the Man (Film Flam Man)〉 등을 작곡했다. 니로가 부른 것 중에 가장 많이 팔린 것은 캐롤 킹과 제리 고핀이 만든 〈Up on the Roof〉이다.
니로는 각각 2010년과 2012년에 송라이터 명예의 전당과 로큰롤 명예의 전당에 이름을 올렸다.

## 디스코그래피

### 정규 음반
- 1967 – More Than a New Discovery
- 1968 – Eli and the Thirteenth Confession US No. 181
- 1969 – New York Tendaberry US No. 32
- 1970 – Christmas and the Beads of Sweat March 2008 – BMG Sony (US division)
- 1971 – Gonna Take a Miracle (with Labelle)
- 1976 – Smile
- 1978 – Nested
- 1984 – Mother's Spiritual
- 1993 – Walk the Dog and Light the Light
- 2001 – Angel in the Dark

### 라이브 음반
- 1977 – Season of Lights
- 1989 – Laura: Live at the Bottom Line
- 2000 – Live from Mountain Stage
- 2002 – Live: The Loom's Desire
- 2003 – Live in Japan
- 2004 – Spread Your Wings and Fly: Live at the Fillmore East
- 2013 – Live at Carnegie Hall: The Classic 1976 Radio Broadcast

### 컴필레이션 음반
- 1972 – Laura Nyro sings her Greatest Hits (Japan only)
- 1973 – The First Songs (Columbia Records reissue of the 1967 Verve album)
- 1980 – Impressions
- 1997 – Stoned Soul Picnic: The Best of Laura Nyro (reissued 2011 as The Essential Laura Nyro, Sony Music)
- 1999 – Premium Best Collection-Laura Nyro (Japan only)
- 2000 – Time and Love: The Essential Masters
- 2006 – Laura Nyro-Collections (Sony Europe)
- 2017 – A Little Magic, A Little Kindness: The Complete Mono Albums Collection (Real Gone Music)
- 2021 – American Dreamer (Madfish)